# Anatoli Anatoljewitsch Semjonow
Anatoli Anatoljewitsch Semjonow (russisch Анатолий Анатольевич Семёнов; * 5. März 1962 in Moskau) ist ein ehemaliger sowjetisch-russischer Eishockeyspieler, der seit 2009 als Trainer arbeitet.

## Karriere
Anatoli Semjonow stammt aus der Nachwuchsabteilung von Dynamo Moskau und debütierte am 5. März 1980 für die Herrenmannschaft des Klubs in der höchsten Spielklasse der Sowjetunion, der Wysschaja Liga. Sein erstes Tor erzielte er am 17. März 1980. In den folgenden Jahren belegte er mit Dynamo mehrfach den dritten Platz in der Meisterschaft, zudem gewann er 1983 den Spengler Cup mit seinem Team. 1985, 1986 und 1987 wurde er mit Dynamo sowjetischer Vizemeister, ehe er 1990 (als Mannschaftskapitän) schließlich Sowjetischer Meister wurde. Zuvor war er beim NHL Entry Draft 1989 Semjonow in der 6. Runde an 120. Position von den Edmonton Oilers ausgewählt worden.  Insgesamt erzielte Semjonow 154 Tore in 375 Spielen in der Wysschaja Liga.
1990 wechselte er, kurz nach dem Gewinn der sowjetischen Meisterschaft, während der Play-offs zu den Oilers in die National Hockey League. Die Oilers gewannen in dieser Saison den Stanley Cup, doch da er in keinem der Finalspielen eingesetzt wurde, gravierte man seinen Namen nicht auf den Pokal. Er wäre der erste Russe gewesen, der auf dem Pokal verewigt gewesen wäre. So dauerte es noch bis 1994, bis dies einigen seiner Landsleute gelang. Weitere Stationen seiner Karriere in der NHL waren Tampa Bay Lightning, Vancouver Canucks, Mighty Ducks of Anaheim, Philadelphia Flyers und Buffalo Sabres.  In der NHL brachte er es auf 362 Spiele der regulären Saison mit 68 Toren und 126 Assists, sowie 49 Playoffspiele mit neun Toren und 13 Assists.

### International
Am 21. April 1981 stand er in einem Spiel gegen die Tschechoslowakei zum ersten Mal für die Sowjetische Nationalmannschaft auf dem Eis. Seine internationale Karriere wurde mit der Goldmedaille bei den Olympischen Winterspielen 1988 gekrönt. Für die Nationalmannschaft erzielte er 33 Tore in 120 Länderspielen. Am 5. April 1990 bestritt er sein letztes Länderspiel.

### Als Trainer
Seit 2009 arbeitet Semjonow als Trainer, wobei er von 2009 bis 2012 als Nachwuchstrainer bei den Silver Lions aus Sankt Petersburg (russisch Серебряные Львы Санкт-Петербург) agierte. Mit diesen trat er ab 2010 in der Molodjoschnaja Hockey-Liga an. Zwischen 2012 und 2014 war er Cheftrainer beim HK WMF Sankt Petersburg respektive HK WMF-Karelija, ehe er zur Saison 2014/15 vom HK Jugra Chanty-Mansijsk als Co-Trainer verpflichtet wurde, aber Ende Januar 2015 entlassen wurde.

## Erfolge und Auszeichnungen
- 1983 Spengler-Cup-Sieger mit Dynamo Moskau
- 1990 Sowjetischer Meister mit Dynamo Moskau

### International
- 1980 Goldmedaille bei der U18-Junioren-Europameisterschaft
- 1981 Bronzemedaille bei der U20-Junioren-Weltmeisterschaft
- 1987 Silbermedaille bei der Weltmeisterschaft
- 1987 Silbermedaille beim Canada Cup
- 1988 Goldmedaille bei den Olympischen Winterspielen

### Orden
- 1988 Verdienter Meister des Sports der UdSSR
- 1988 Ehrenzeichen der Sowjetunion

## Karrierestatistik

### International
(Legende zur Spielerstatistik: Sp oder GP = absolvierte Spiele; T oder G = erzielte Tore; V oder A = erzielte Assists; Pkt oder Pts = erzielte Scorerpunkte; SM oder PIM = erhaltene Strafminuten; +/− = Plus/Minus-Bilanz; PP = erzielte Überzahltore; SH = erzielte Unterzahltore; GW = erzielte Siegtore; 1 Play-downs/Relegation; Kursiv: Statistik nicht vollständig)